# 黎州 (四川省)
黎州（れいしゅう）は、中国にかつて存在した州。

## 概要
568年（天和3年）、北周により設置された。583年（開皇3年）、隋により黎州は廃止され、属県の沈黎県は邛州に移管された。
701年（大足元年）、武周により雅州漢源県に黎州が置かれた。742年（天宝元年）、唐により黎州は洪源郡と改称された。758年（乾元元年）、洪源郡は黎州の称にもどされた。黎州は剣南道に属し、漢源・飛越・通望の3県と54羈縻州を管轄した。
宋のとき、黎州は成都府路に属し、漢源県1県と54羈縻州を管轄した。